# Huerteales
Huerteales é o nome botânico de uma ordem de plantas com flor. É uma das 17 ordens que formam o grupo das eudicotiledóneas denominado rosídeas, estabelecido pela classificação filogenética APG III (2009). Dentro das rosídeas, é uma das ordens das Malvidae, um grupo anteriormente conhecido como eurosídeas II e agora conhecido de maneira informal como malvídeas. Isto é verdade quer as Malvidae sejam circunscritas sensu lato para incluir oito ordens como no sistema APG III, ou de maneira menos alargada para incluir apenas quatro ordens.  Huertales consiste em quatro pequenas famílias, Petenaeaceae, Gerrardinaceae, Tapisciaceae e Dipentodontaceae.
Petenaeaceae consiste em apenas um género e uma espécie, Petenaea cordata, nativa do sul do México, da Guatemala e de Belize.
Gerrardinaceae consiste de um único género, Gerrardina. Tapisciaceae tem dois géneros, Tapiscia e Huertea. Até 2006, Dipentodontaceae foi tratada como consistindo em apenas um género, Dipentodon. Desde essa altura, alguns autores incluíram Perrottetia na família Dipentodontaceae, apesar de nenhuma revisão formal da família tenha sido publicada até 2008. Então, a ordem Huerteales consiste em cinco géneros. O maior, Perrottetia, contém cerca de 15 do total de 25 espécies da ordem.
As Huerteales são arbustos ou pequenas árvores, que podem ser encontradas na maioria das regiões tropicais ou temperadas. As flores de Perrottetia foram já estudadas com detalhe, no entanto, os cinco géneros são de maneira geral pouco conhecidos. A verdadeiras relações apenas foram descobertas no século XXI, com o auxílio de análises de filogenética molecular de sequências de DNA.

## Filogenia
A filogenia mostrada abaixo corresponde à de Worberg e co-autores. Géneros monoespecíficos são representados pelo nome da espécie. Os nomes das ordens estão em maiúsculas.
|  | Petenaea cordata |
|  |                  |
|  | Gerrardina       |
|  |                  |

|  | Tapiscia sinensis |
|  |                   |
|  | Huertea           |
|  |                   |

|  | Dipentodon sinicus |
|  |                    |
|  | Perrottetia        |
|  |                    |

|  | Tapiscia sinensis |
|  |                   |
|  | Huertea           |
|  |                   |

|  | Dipentodon sinicus |
|  |                    |
|  | Perrottetia        |
|  |                    |

|  | Petenaea cordata |
|  |                  |
|  | Gerrardina       |
|  |                  |

|  | Tapiscia sinensis |
|  |                   |
|  | Huertea           |
|  |                   |

|  | Dipentodon sinicus |
|  |                    |
|  | Perrottetia        |
|  |                    |

|  | Tapiscia sinensis |
|  |                   |
|  | Huertea           |
|  |                   |

|  | Dipentodon sinicus |
|  |                    |
|  | Perrottetia        |
|  |                    |

|  | BRASSICALES |
|  |             |
|  | MALVALES    |
|  |             |

|  | Petenaea cordata |
|  |                  |
|  | Gerrardina       |
|  |                  |

|  | Tapiscia sinensis |
|  |                   |
|  | Huertea           |
|  |                   |

|  | Dipentodon sinicus |
|  |                    |
|  | Perrottetia        |
|  |                    |

|  | Tapiscia sinensis |
|  |                   |
|  | Huertea           |
|  |                   |

|  | Dipentodon sinicus |
|  |                    |
|  | Perrottetia        |
|  |                    |

|  | Petenaea cordata |
|  |                  |
|  | Gerrardina       |
|  |                  |

|  | Tapiscia sinensis |
|  |                   |
|  | Huertea           |
|  |                   |

|  | Dipentodon sinicus |
|  |                    |
|  | Perrottetia        |
|  |                    |

|  | Tapiscia sinensis |
|  |                   |
|  | Huertea           |
|  |                   |

|  | Dipentodon sinicus |
|  |                    |
|  | Perrottetia        |
|  |                    |

|  | BRASSICALES |
|  |             |
|  | MALVALES    |
|  |             |